# Championnats de France d'athlétisme 1969
Navigation
Championnats 1968 Championnats 1970
Les Championnats de France d'athlétisme 1969 ont eu lieu du 18 au 20 juillet 1969 au Stade Yves-du-Manoir de Colombes. Le 1 500 mètres féminin se dispute pour la première fois dans cette compétition alors que le 100 m haies remplace le 80 m haies. Le décathlon se déroule pour la première fois avec les autres épreuves des championnats de France en plein air alors que le pentathlon (femmes) est disputé séparément, les 2 et 3 août 1969 à Pulversheim. 

## Palmarès
| Discipline        | Hommes               | Hommes          | Femmes                   | Femmes       |
| ----------------- | -------------------- | --------------- | ------------------------ | ------------ |
| 100 m             | Gérard Fenouil       | 10 s 2          | Sylviane Telliez         | 11 s 5       |
| 200 m             | Gérard Fenouil       | 21 s 2          | Sylviane Telliez         | 23 s 3       |
| 400 m             | Jean-Claude Nallet   | 45 s 9          | Nicole Duclos            | 52 s 8       |
| 800 m             | Guy Taillard         | 1 min 48 s 5    | Maryvonne Dupureur       | 2 min 06 s 0 |
| 1 500 m           | Jean Wadoux          | 3 min 39 s 0    | Maryvonne Dupureur       | 4 min 29 s 8 |
| 5 000 m           | René Jourdan         | 14 min 00 s 8   | -                        | -            |
| 10 000 m          | Noël Tijou           | 28 min 56 s 6   | -                        | -            |
| 20 km marche      | Henri Delerue        | 1 h 36 min 55 s | -                        | -            |
| 100 m haies       | -                    | -               | Marlène Canguio          | 13 s 6       |
| 110 m haies       | Jean-Pierre Corval   | 13 s 6          | -                        | -            |
| 400 m haies       | François Huard       | 51 s 2          | -                        | -            |
| 3 000 m steeple   | Jean-Paul Villain    | 8 min 32 s 4    | -                        | -            |
| Saut en longueur  | Jack Pani            | 8,04 m          | Odette Ducas             | 6,16 m       |
| Triple saut       | Serge Firca          | 16,17 m         | -                        | -            |
| Saut en hauteur   | Christian Le Hérissé | 2,06 m          | Ghislaine Barnay         | 1,78 m       |
| Saut à la perche  | François Tracanelli  | 4,80 m          | -                        | -            |
| Lancer du poids   | Pierre Colnard       | 18,88 m         | Claudie Cuvelier         | 14,97 m      |
| Lancer du disque  | Pierre Alard         | 55,82 m         | Claudie Cuvelier         | 49,08 m      |
| Lancer du marteau | Jacques Accambray    | 62,46 m         | -                        | -            |
| Lancer du javelot | Michel Butet         | 73,80 m         | Martine Bordet           | 46,08 m      |
| Décathlon         | Charlemagne Anyamah  | 7 448 pts       | -                        | -            |
| Pentathlon        | -                    | -               | Marie-Christine Debourse | 4 563 pts    |